# 山の神峠 (富山県)
山の神峠（やまのかみとうげ）は、富山県南砺市小谷郷と利賀村阿別当にある峠。標高は890m。直下に大規模林道大山福光線の新山の神トンネル及び旧道の山の神トンネルが走る。

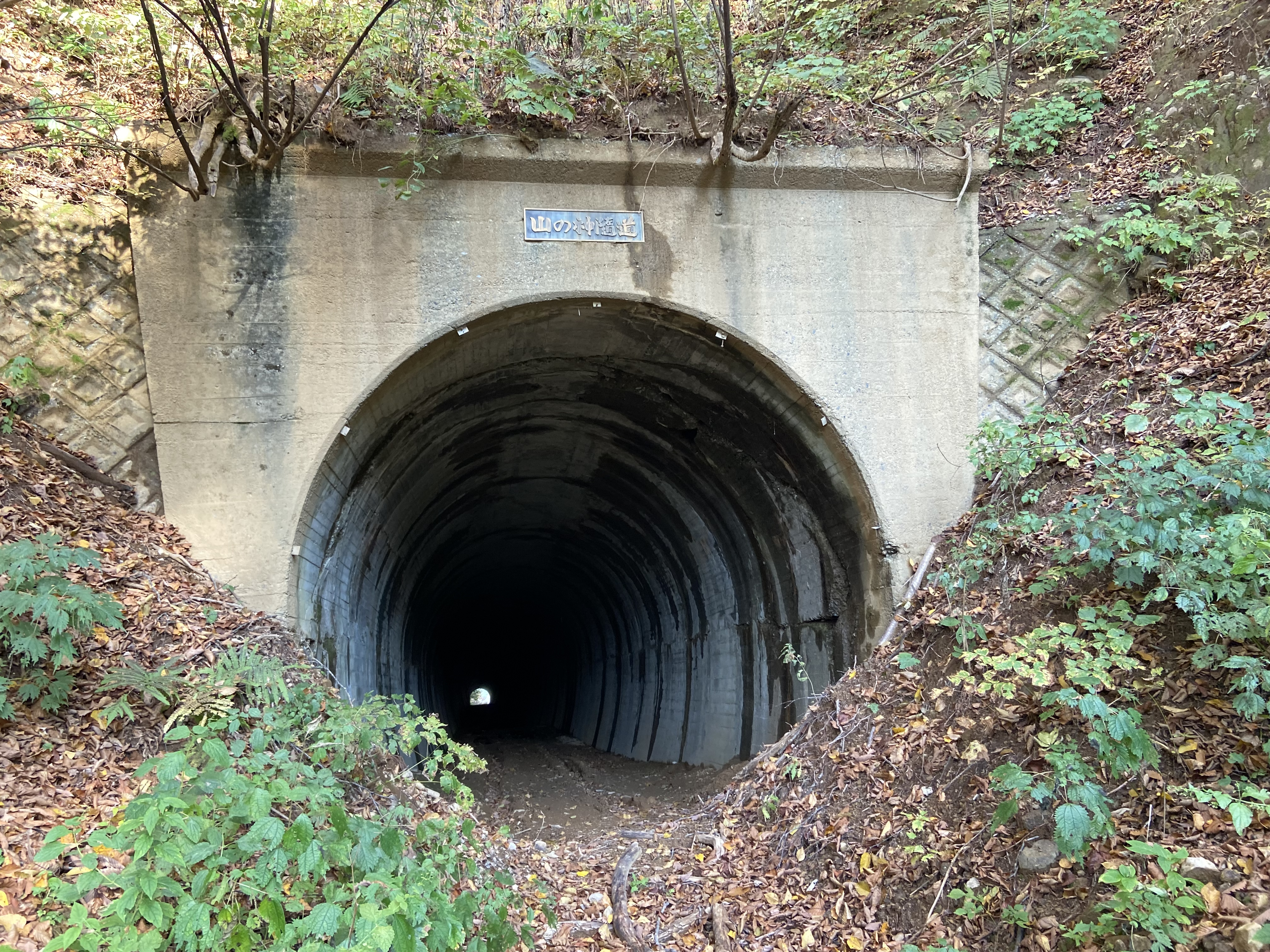
旧道・山の神隧道

## 特徴
峠にあるスギの大木に天狗が住み込み、それを山の神として崇めたのが峠名の由来とされている。
利賀川沿いの車道が完成するまでは、利賀村からこの峠を越えて平村で泊まりさらに細尾峠を越えて井波に到達する二日がかりの街道が使われていた。

## 自然
12.5haの領域が山の神自然環境保全地域に指定されている。この辺りは阿別当地区を守る為の雪持ち林として保護されてきたもので、広い範囲にブナ、トチノキ、ミズナラなどの天然林がある。

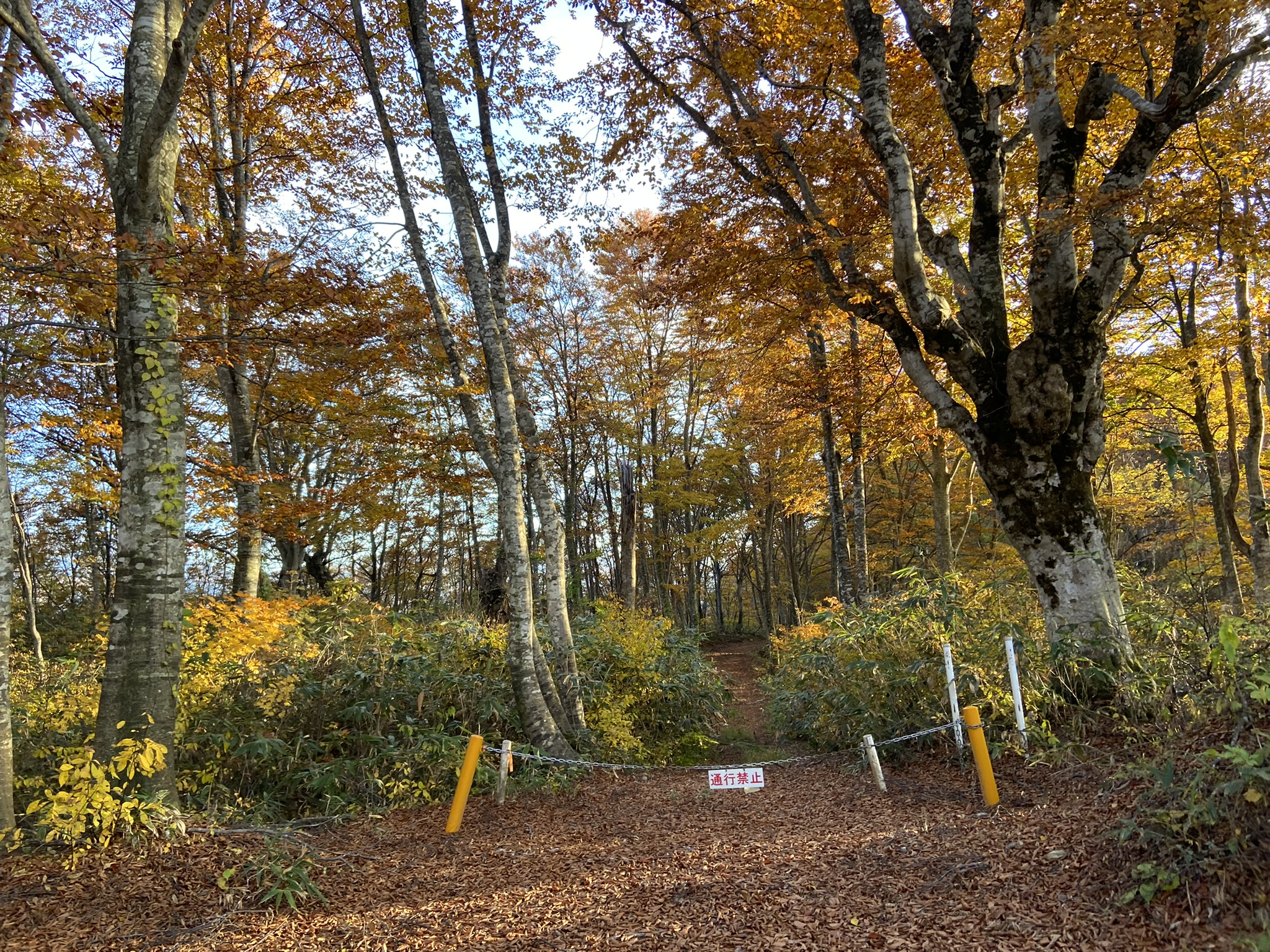
峠周辺はブナやトチノキなどの原生林が広がり環境保全地域となっている

## その他
岡山県の国道484号にも同名の山の神峠がある。